# Operation Crossbow
Operation Crossbow (englisch für Armbrust) war der Deckname einer Reihe von anglo-amerikanischen Operationen gegen alle Phasen der deutschen Langstrecken-Waffen-Programme, gegen die Forschung und Entwicklung der Waffen, deren Herstellung, Transport und ihre Startplätze sowie gegen Raketen im Flug im Zweiten Weltkrieg. Die ursprüngliche Bezeichnung war Operation Bodyline. Der neue Deckname wurde am 15. November 1943 festgelegt. Die Operation bildet den historischen Hintergrund für einen gleichnamigen britischen Kriegsfilm.

## Geschichte

### Vorgeschichte

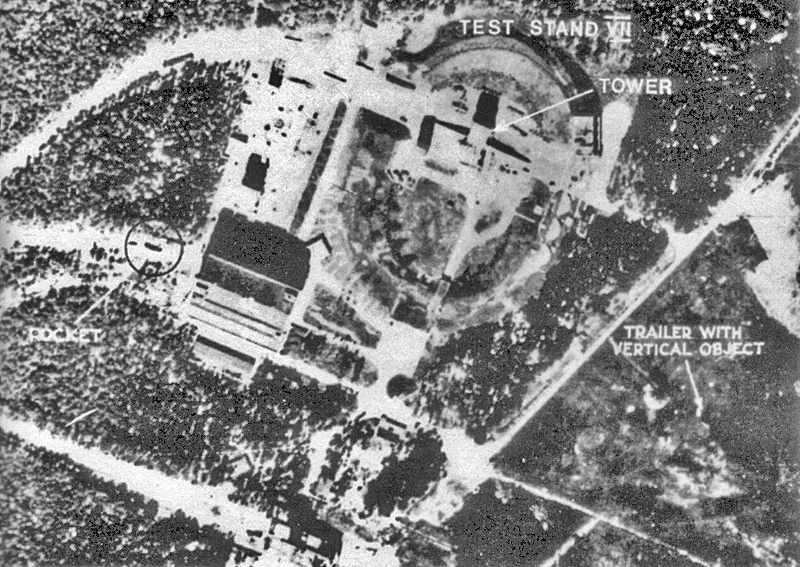
Luftaufnahme des V2-Versuchsstands Prüfstand VII in Peenemünde

Erste Nachrichten über ein deutsches Raketenprogramm erreichten Großbritannien im November 1939 als Folge des „Oslo-Reports“. Jedoch wurde erst im Zeitraum Winter 1942 bis Frühjahr 1943 den Alliierten allmählich klar, dass die Deutschen eine geheime Raketenversuchsanlage in Peenemünde auf Usedom aufgebaut hatten (vgl. Heeresversuchsanstalt Peenemünde und Peenemünde-West). Hierzu waren Luftbildauswertungen, die auf RAF Medmenham von alliierten Spezialisten der Central Photographic Interpretation Unit vorgenommen wurden, sowie die Abhörergebnisse zweier gefangener deutscher Generäle von größter Wichtigkeit. Am 12. April 1943 wurde das Problem dem britischen Chiefs of Staff Committee (Generalstab) vorgelegt, das entschied, die Frage von einem speziellen Komitee unter Leitung von Duncan Sandys, parlamentarischer Staatssekretär im Ministry of Supply und Schwiegersohn Winston Churchills, bearbeiten zu lassen. In der Zeit bis zum Sommer 1943 wurden unter anderem folgende weitere verdächtige Anlagen in Nordfrankreich identifiziert:
- das Blockhaus von Éperlecques bei Watten
- der Bunker La Coupole bei Wizernes
- eine Anlage bei Bruneval

Der erste und offensichtlichste Schritt zur Bekämpfung der Bedrohung war die Zerstörung der Anlagen in Peenemünde, die in der Nacht vom 17. zum 18. August 1943 als Operation Hydra durchgeführt wurde. Kurz zuvor, im Juli oder August 1943, wurden über das Office of Strategic Services den alliierte Generalstäben durch die Widerstandsgruppe Maier-Messner genaue Lageskizzen beziehungsweise Pläne hinsichtlich der V-1- und V-2-Produktion zugespielt, die anderweitig erhaltene Informationen bestätigten und ergänzten. Weitere Angriffe richteten sich gegen die I.G.-Farben-Werke in Leuna und Ludwigshafen, wo die Produktion des Spezialtreibstoffes vermutet wurde, sowie gegen die Luftschiffbau Zeppelin in Friedrichshafen, die Teile der Steuerungselektronik herstellte.

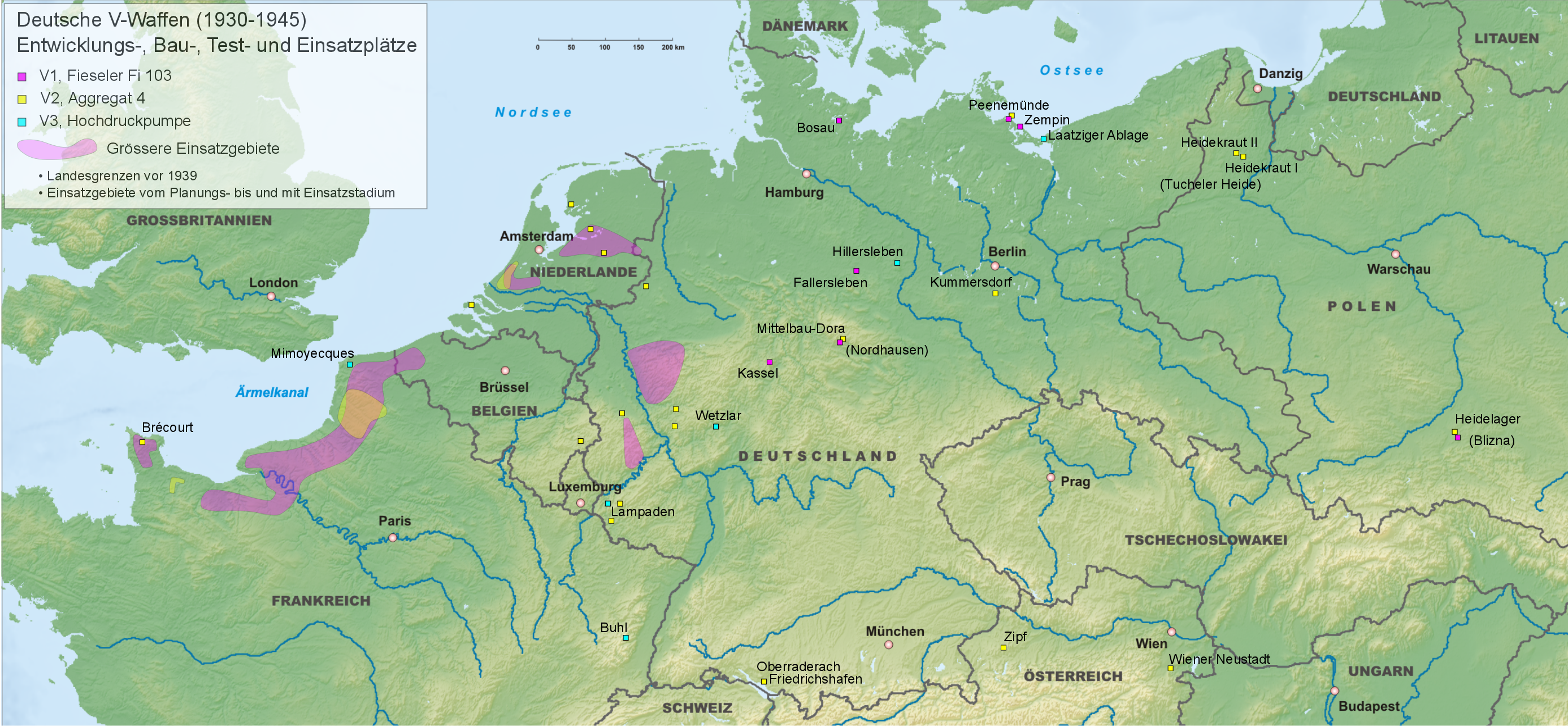
V-Waffen-Erprobungs- und -Produktionsstätten sowie Abschussgebiete

### Beginn der Operation
Im Herbst 1943 wurde die Verlegung eines deutschen Sonderverbands, des Flak-Regiments 155 (W) von Zempin nach Nordfrankreich festgestellt. Am 28. Oktober ging der erste Bericht über eine sogenannte ski site (benannt nach ihrem Aussehen ähnlich einem auf der Seite liegenden Skis), eine Abschussrampe für V1-Marschflugkörper, in einem Wald bei Abbeville ein. Auffällig war die Ausrichtung der Anlage, die direkt auf London zielte. Am 18. November wurde die Verantwortung für Gegenmaßnahmen dem Deputy Chief of the Air Staff Sir Norman Bottomley übertragen, der von einem Subkomitee des Joint Intelligence Committee (JIC) beraten wurde. Dieses Subkomitee war im September 1943 unter der Leitung von Duncan Sandys außerhalb des JIC gegründet worden. Nach dem Übergang in die neue Organisationsform trug es für kurze Zeit den Namen Bodyline, dann bald aber Crossbow, woraus schließlich auch der Name der zugehörigen militärischen Operation wurde. Mit der Übertragung ging eine Neuausrichtung der britischen nachrichtendienstlichen Bearbeitung der deutschen V-Waffen einher: Hatten bisher technische Details und die Entwicklungs- und Fertigungsanlagen im Blickpunkt gestanden, erhielt nun die Identifizierung von Abschusseinrichtungen und deren Bekämpfung einen höheren Stellenwert.
Bis zum Ende des Monats November wurden 72 weitere ski sites im Bereich des Départements Pas-de-Calais sowie sieben auf der Halbinsel Cotentin entdeckt, alle in einem Radius von rund 200 Kilometern um London. Entscheidend waren dafür meist Agentenberichte, insbesondere aus dem Agir-Netzwerk Michel Hollards, die nachfolgend durch Aufklärungsflüge und eigens eingeschleuste Agenten erhärtet wurden. Zugleich wurde die Vermutung erhärtet, dass die auf Luftbildern von Peenemünde bereits identifizierten „kurzflügeligen Flugzeuge“ die erwarteten Fernwaffen waren, die vermutlich von einem Strahltriebwerk angetrieben wurden. Anfang Dezember 1943 war für die Briten klar, dass dieses Waffensystem und die ski sites im Zusammenhang standen.
Nachdem bereits die größeren Bunkeranlagen (heavy sites) von US-Flugzeugen bombardiert worden waren (unter anderem auch der V3-Bunker Mimoyecques, dessen genauer Zweck den Alliierten damals noch unbekannt war), begannen am 5. Dezember 1943 die Angriffe auf die sogenannten Noball-Ziele, wie die ski sites nun genannt wurden. Beteiligt waren Flugzeuge der RAF Second Tactical Air Force, des RAF Bomber Command sowie der amerikanischen Eighth und Ninth Air Force, die ab Januar 1944 unter dem Befehl von Air Chief Marshal Arthur Tedder operierten. Die United States Army Air Forces bildeten am 29. Dezember ein eigenes Crossbow-Komitee unter dem Direktor der New Developments Division des War Department, Stephen Garrett Henry, und richteten auf Eglin Field in Florida eine Übungsanlage für Angriffstechniken auf die ski sites ein. In den ersten Monaten des Jahres 1944 wurden Angriffe auf Noball-Ziele neben denen auf Transportziele zu den wichtigsten Aufgaben der über Frankreich operierenden alliierten Flugzeuge. Auf Bitten des britischen Kriegskabinetts legte der alliierte Oberkommandierende für die Operation Overlord, Dwight D. Eisenhower, am 19. April fest, dass Operation Crossbow die höchste Priorität nach der Pointblankdirektive bei den alliierten Luftoperationen haben sollte. Bis zum Vorabend von Overlord Ende Mai waren 103 von etwa 140 Abschussanlagen durch Luftangriffe zerstört worden. Zu diesem Zeitpunkt waren sämtliche stationäre Startvorrichtungen der V1 den Alliierten bekannt. Zusammen mit Schwierigkeiten in der Produktion führte die Operation Crossbow zu einer wesentlichen Verzögerung der V1-Angriffe auf Großbritannien. Am 27. April 1944 erhielt die alliierte Seite durch Luftbildauswertung Sicherheit über die deutschen Arbeiten an neuartigen Abschusseinrichtungen. Die von den Alliierten modified sites genannten Anlagen waren schwerer zu erkennen und anzugreifen. Oftmals waren diese als landwirtschaftliche Gebäude getarnt. Allerdings konnte über die modified sites eine geringere Schussfrequenz erreicht werden als mit den ski sites vorgesehen. Zur Tarnung und Ablenkung der Alliierten bauten die Deutschen parallel an den ski sites weiter.

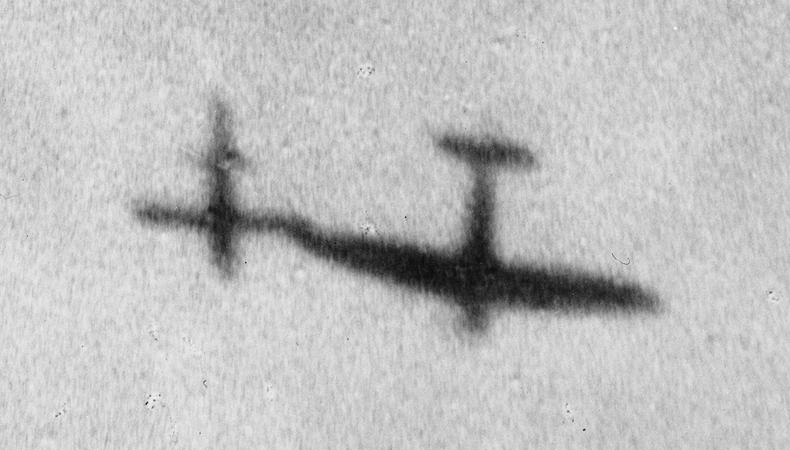
Eine Spitfire bringt mit ihrem Flügel eine V1 zum Absturz

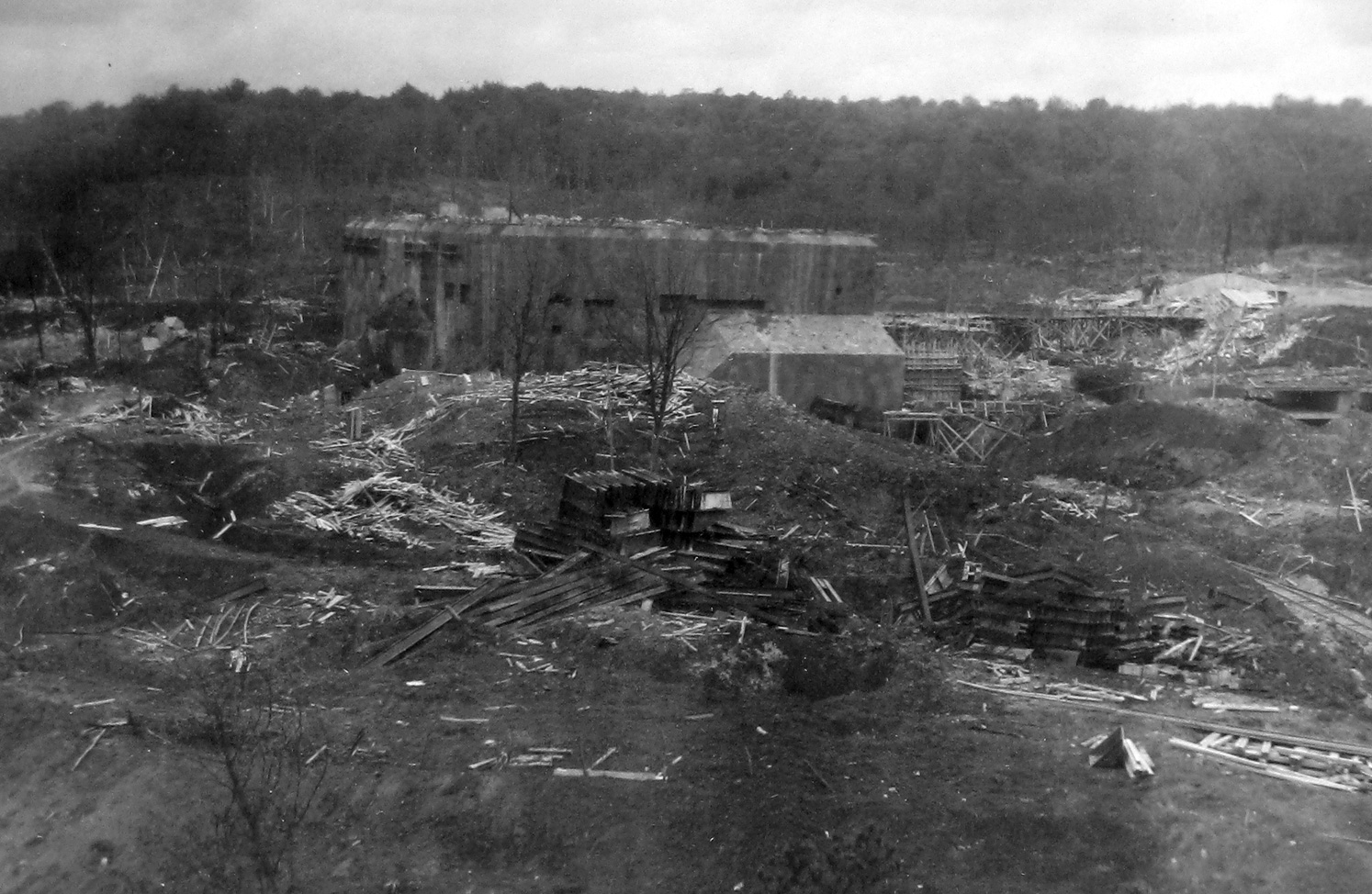
Der Bunker bei Watten nach einem Bombenangriff, aufgenommen am 23. Juli 1944 aus einem tieffliegenden Aufklärungsflugzeug

### Verteidigung gegen die V1
Am Morgen des D-Day, dem 6. Juni 1944, erhielt Oberst Max Wachtel, Kommandeur des Flak-Regiments 155 (W), den Befehl, die „Operation Rumpelkammer“ einzuleiten, den Einsatz von V1 gegen Großbritannien. Die ersten V1-Angriffe erfolgten am 12. Juni. Zu diesem Zeitpunkt waren den Alliierten, mehrheitlich durch deutsche Agenten, rund 110 modified sites bekannt und 31 durch Luftaufnahmen bestätigt. Die britische Führung entschloss sich jedoch, den Schwerpunkt der Luftangriffe auf Produktionsanlagen, beispielsweise das am 20. Juni als solche erkannte Fallersleben, und Lagerplätze für einsatzbereite V1 in Frankreich zu konzentrieren. Allerdings hatten die Deutschen inzwischen die Feldlager der Waffen auf drei den Alliierten nicht bekannte Standorte verlegt, so dass die Luftangriffe in dieser Phase wenig effizient blieben.
Nachdem in den Nächten des 15. und 16. Juni mehr als 150 abgefeuerte V1 gezählt wurden, verstärkte die britische Führung die bereits zuvor getroffenen Gegenmaßnahmen. Die Jagdflugzeuge der No. 11 Group wurden angewiesen, in drei Patrouillenstreifen südlich von London gegen sich nähernde V1 zu operieren. Hinzu kamen eine starke Konzentration von Flugabwehrkanonen südlich und südöstlich von London sowie eine Ballonsperre. Die Bombenangriffe der Alliierten wurden im Juli 1944 ausgeweitet und betrafen vorübergehend verstärkt die modified sites sowie Ziele wie den Verladebahnhof in Nucourt (wichtiger Umschlagplatz für die V1), die Volkswagenwerke in Fallersleben (Produktionsstätte für die V1), das Wasserstoffperoxid-Werk in Peenemünde sowie inzwischen aufgeklärten Zwischenlager für die Flugkörper in Frankreich. Ergänzend wurden in Frankreich verstärkt Sabotageaktionen ausgelöst. Diese Aktionen waren erfolgreich und senkten die Schussfrequenz der V1 deutlich ab. Am 21. Juli hielt das neugebildete anglo-amerikanische Crossbow-Komitee seine erste Sitzung ab, auf der weitere kostspielige Angriffe auf die modified sites weitgehend verworfen wurden, da sie sich als weit weniger wirksam als Operationen gegen das deutsche Produktions- und Logistik-System erwiesen hatten.

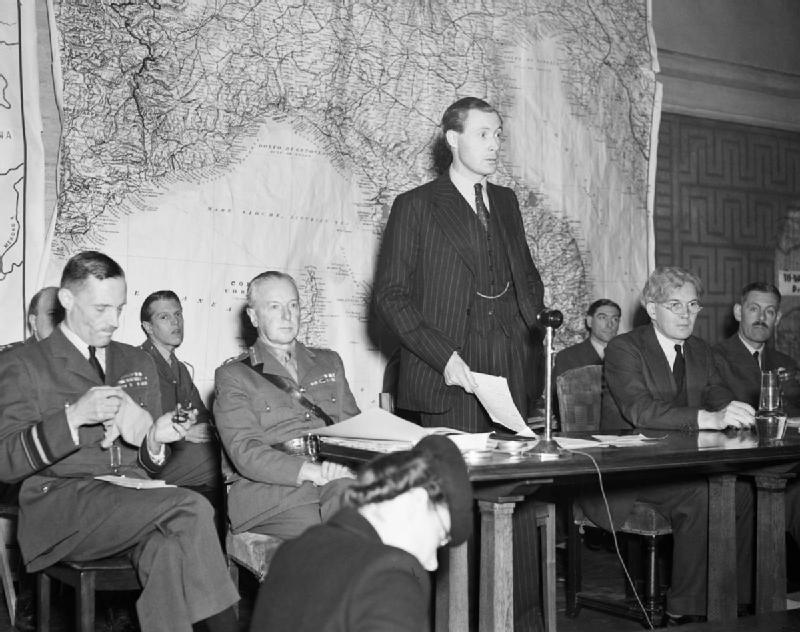
Duncan Sandys kündigt am 7. September 1944 vor der Presse das Ende der V-Waffen-Bedrohung von London an. Neben ihm sitzen William Gell (Balloon Command), Frederick Pile (Anti-Aircraft Command), Brendan Bracken (Ministry of Information) und Roderic Hill (Air-Defence of Great Britain).

Anfang September war die Schlacht in Nordfrankreich gewonnen (Operation Overlord, Kessel von Mons) und die schlimmste Bedrohung für London vorüber, nachdem alliierte Bodentruppen die meisten Abschussrampen eingenommen hatten. Am 16. September folgte eine neue, wesentlich kleinere Welle von V1-Angriffen; diesmal wurden die Marschflugkörper von Bombern des Kampfgeschwaders 53 der Luftwaffe aus gestartet. Diese Angriffe wurden bis zum 14. Januar 1945 fortgeführt. Im März 1945 folgten Angriffe auf London von Rampen in den besetzten Niederlanden aus; der letzte Angriff auf England wurde am 29. März registriert. Insgesamt wurden im Zeitraum von Juni 1944 bis März 1945 3.957 V1-Marschflugkörper durch Gegenmaßnahmen der alliierten Luftverteidigung zerstört, davon jeweils über 1.800 von Flugabwehrkanonen und Jagdflugzeugen.

### Verteidigung gegen die V2
Bereits weit vor dem tatsächlichen Einsatz der V2 wurden deren Lagerstätten in Nordfrankreich und Kleinbodungen aufgeklärt. Es wurde vermutet, dass die Bunkeranlagen in Mimoyecques, Watten, Siracourt und Wizernes zum Start der Raketen dienen sollten. In Wirklichkeit waren lediglich die Bunker in Watten und Wizernes für die V2 vorgesehen, allerdings wurden an den übrigen Punkten andere deutsche Rüstungsprojekte ge- oder zerstört. Alle vier Orte waren mehrmals schweren Bombenangriffen ausgesetzt (zum Teil mit „Tallboy“-Bomben), bis Bodentruppen sie erreichten. Ferner wurden mehrere sogenannte Aphrodite-Missionen mit ausgemusterten, mit Sprengstoff gefüllten Bombern gegen die Anlagen durchgeführt.
Obwohl die V1 im Sommer 1944 wegen der akuten Bedrohung im Brennpunkt des Interesses stand, verbesserte sich auch der Informationsstand zur V2. So häuften sich Hinweise auf den neuen Entwicklungsort auf dem SS-Truppenübungsplatz Heidelager bei Blizna in Südpolen. Luftaufnahmen vom 5. Mai 1944 bestätigten das dortige Vorhandensein von Raketen. Unklarheit herrschte über viele technische Details der V2 und die neue Art der Startvorrichtungen, da die Deutschen nach den erfolgreichen alliierten Luftangriffen die Errichtung großer Startbunker aufgegeben hatten. Allerdings vervollkommnete sich das Bild rasch durch Aussagen von Kriegsgefangenen, die nach der Landung in der Normandie gemacht worden waren. Ende Juli 1944 waren die Alliierten über den geplanten Einsatz von mobilen Startrampen aus unterrichtet. Zudem erhielten britische Geheimdienste in dieser Zeit erstmals Berichte aus erster Hand über V2-Raketen. Dafür war eine am 13. Juni in Peenemünde gestartete und in Schweden bei Bäckebo abgestürzte Rakete entscheidend, zu der die schwedische Regierung britischen Nachrichtenoffizieren den Zugang ermöglichte. Zudem lieferte der polnische Untergrund detaillierte Informationen über das von ihm gesicherte Wrack einer bei Versuchen nicht detonierten Rakete. Kurz darauf gab der schwedische Geheimdienst Zeichnungen der V2 an die Briten weiter, die wohl von deutschen Quellen erworben worden waren. Das damit zusammengetragene Wissen ermöglichte gezielte Angriffe auf erkannte Produktionsorte für Komponenten und Betriebsstoffe der V2. Zudem wurden Ortungs- und Meldeverfahren für Startorte und Flugstrecken bei den erwarteten Angriffen mit der V2 entwickelt. Auch dabei war das Crossbow-Komitee eine zentrale Stelle zur Bündelung der Informationen und zum Treffen von Entscheidungen. Die Stollenanlage im Kohnstein war von August 1944 an als Produktionsort bekannt, wurde aber nie strategisch bombardiert, da die Erfolgsaussichten zu gering erschienen.
Unmittelbare Abwehrmaßnahmen gab es gegen den am 8. September 1944 begonnene Beschuss mit der V2 zunächst nicht. Die Alliierten hatten für dieses Ereignis das Codewort Fall Bigben vergeben und setzten die dafür vorbereiteten Maßnahmen sofort um: Zentral war die Suche nach den Abschussplätzen. Außerdem erfolgte erneut eine Zensur von Berichten über Raketeneinschläge, um die deutsche Auswertung zu erschweren. Versuche, die vermuteten Funksteuerungssignale der Raketen zu stören, erwiesen sich als erfolglos – obwohl anfangs anders geplant, wurde bei der V2 schließlich ein Trägheitsnavigationssystem eingesetzt. Am 11. September trafen erste Berichte niederländischer Widerstandskreise über V2-Starts ein. Wegen der hohen Mobilität der Startrampen waren diese kaum durch eigentliche Bomberflugzeuge zu bekämpfen. Lediglich der Beschuss durch Jagdflugzeuge während des Transports und der Startvorbereitung erzielte gewisse Erfolge. Zudem wurden allgemein verstärkt Transportstrecken durch Jagdbomber von der 2nd Tactical Air Force angegriffen. Die britische Regierung scheute sich jedoch lange davor, die dicht besiedelten niederländischen Gebiete anzugreifen, in denen die Unterbringung der Raketen und ihrer Bedienmannschaften vermutet wurden.
Die Hoffnungen der Alliierten, das Startgebiet der Raketen in den westlichen Niederlanden frühzeitig unter Kontrolle zu bringen, schwanden im September 1944 nach der Operation Market Garden. Auch verhinderte schlechtes Wetter und die Ardennenoffensive viele Einsätze. Erst ab Ende Januar 1945 gelangen den Briten größere Erfolge durch die Zerstörung der Flüssigsauerstoff-Produktionsstätten in Alblasserdam und Loosduinen durch Jagdbomber. Die V2-Angriffe auf England endeten am 27. März 1945, als die letzte von 1.115 Raketen gezählt wurde. Am selben Tag fand auch der letzte V2-Angriff auf Antwerpen statt, der letzte V1-Angriff drei Tage später.
Von August 1943 bis März 1945 warfen alliierte Flugzeuge bei 68.913 Einsätzen im Rahmen der Operation Crossbow rund 122.133 Tonnen Sprengstoff ab. Zur Hochzeit im Juli und August 1944 waren 44 Prozent der britischen Bomberverbände an der Operation beteiligt.